# Quilapayún 4
Quilapayún 4 es el sexto álbum de la banda chilena Quilapayún, publicado en 1970.

## Lista de canciones
| N.º | Título                                                                         | Letras                       | Música                       | Duración |  |
| 1.  | «Plegaria a un labrador» (2a grabación: la 1a pertenece a un sencillo de 1969) | Víctor Jara                  | Víctor Jara                  |          |  |
| 2.  | «El buen borincano»                                                            | Rafael Hernández             | Rafael Hernández             |          |  |
| 3.  | «Huayno 1-2-3-4»                                                               | popular peruana              | popular peruana              |          |  |
| 4.  | «El polo salió de España»                                                      | popular                      | popular                      |          |  |
| 5.  | «Canción del agua»                                                             | instrumental                 | Eduardo Carrasco             |          |  |
| 6.  | «Tierra de Artigas»                                                            | Víctor Lima                  | Víctor Lima                  |          |  |
| 7.  | «Zamba de las tolderías»                                                       | Óscar Valles                 | Félix Luna                   |          |  |
| 8.  | «Milonga de andar lejos»                                                       | Daniel Viglietti             | Daniel Viglietti             |          |  |
| 9.  | «Canción de Frondoso»                                                          | Lope de Vega                 | Federico García Vigil        |          |  |
| 10. | «Gringa»                                                                       | instrumental                 | Patricio Castillo            |          |  |
| 11. | «Guitarra y noche»                                                             | Ángel Parra                  | Ángel Parra                  |          |  |
| 12. | «Tio Caimán» (1a grabación)                                                    | Carlos Francisco Chang Marín | Carlos Francisco Chang Marín |          |  |

## Créditos
Quilapayún
- Eduardo Carrasco
- Carlos Quezada
- Willy Oddó
- Patricio Castillo
- Hernán Gómez
- Rodolfo Parada